# José Ramón Morandeira García La Cruz
José Ramón Morandeira García La Cruz, nacido en Santiago de Compostela el 28 de septiembre de 1945 y fallecido en Viella el 4 de noviembre de 2012.
Fue un cirujano, científico español y montañero, especializado en cirugía experimental y con reconocimiento internacional en la medicina de montaña. Hijo de Ramón Morandeira Vaamonde, cirujano gallego de renombre en Zaragoza a mediados del siglo veinte, y de Carmen García La Cruz, hija de una notable familia aragonesa.

## Biografía

### Infancia y juventud
La Guerra Civil llevó al cirujano Don Ramón Morandeira a Zaragoza, donde conoció a Doña Carmen. Tras varios años de noviazgo y largos viajes en tren de Santiago a Zaragoza para visitar a la joven aragonesa, se casaron y se fueron a vivir a la ciudad gallega. La familia se trasladó a Zaragoza, la ciudad de su madre, en la segunda mitad de los años 40. La pareja tuvo cinco hijos: Mari Carmen, José Ramón, Juan Moisés, Antonio y María José.
Durante su infancia fue “l’enfant terrible” de la familia, siempre activo, bromista, curioso, innovador y transgresor, hasta el punto de ser expulsado de varios colegios de Zaragoza. Compaginó sus estudios escolares con la carrera de piano y las salidas a la montaña; hizo cima en su Moncayo del alma con siete años.
Su afición a los deportes de montaña llegó de la mano de su tía Conchita, hermana de su madre, con la que empezó a subir montañas en el Pirineo aragonés y a esquiar en Candanchú en los años 50.
En 1962 sufrió serias congelaciones de los pies en el Glaciar de la Brenva, en la cara italiana del Mont Blanc, lo que le llevó a interesarse por esta patología desde la ciencia y la investigación con la supervisión del Dr. Foray en Chamonix, logrando evitar la amputación de sus dedos.
Tuvo una trayectoria deportiva que fue premiada y reconocida en numerosas ocasiones. En lo que se refiere a sus logros en los deportes de montaña, destacamos:
- la apertura en 1963 de una vía en la cara norte de la Peña Telera que es una clásica (la Gran Diagonal),
- medalla de oro en el III trofeo Federación Alta Ruta (Ordesa, abril 1968),
- la expedición de 1968 al Alto Atlas en la que participó en la apertura de una nueva vía al Ayoui,
- la expedición de 1970 al Hoggar,
- la expedición a los montes Taurus en Turquía,
- la de 1976 a los Andes,
- la expedición de 1980 al Baruntse (7220 m) en el Himalaya del Nepal, en la que realizó la primera del Baruntse Shar o cima sur.

En lo que a premios deportivos se refiere:
- en 1968 ganó la medalla de oro en el III trofeo Federación Alta Ruta (Ordesa, abril 1968) junto a Luis Oro y recibió la medalla de bronce de la Federación Española de Montañismo,
- en 1970 fue nombrado mejor deportista de montaña de Aragón,
- en 1974 recibió la medalla de oro de la Federación Española de Montañismo y recibió nuevamente la distinción de mejor deportista de montaña de Aragón.

Fue presidente de la Federación Aragonesa de Montañismo entre 1983 y 1985, aportando un soplo de renovación, y asesor médico de la Federación Española de Montañismo (luego FEDME) durante las décadas de los 80 y 90.

## Carrera Profesional
Se licenció en Medicina y Cirugía en la Universidad de Zaragoza en 1968 con la calificación de sobresaliente. Un año después fue nombrado Profesor Ayudante de Clases Prácticas de la cátedra de Patología y Clínica Quirúrgicas. 
Al finalizar la licenciatura, se presentó a las oposiciones al cuerpo de sanidad militar con intención de ser el médico de la Escuela Militar de Montaña y Operaciones Especiales de Jaca (EMMOE), como lo había sido su tío el Coronel Médico D. José María Serrano Vicens, “el sarrio” ; pero como el “alto mando” consideró que el número uno de las oposiciones debía hacer cirugía en el Hospital Gómez Ulla, renunció a la plaza de médico militar porque “para aprender cirugía en Madrid, aprendo cirugía en Zaragoza con mi padre”.
Sus maestros en medicina y cirugía fueron su padre, copropietario de la Clínica San Antonio de Zaragoza, en la calle Vista Alegre nº4, y Don Ricardo Lozano Blesa. El Dr. Vicente Calatayud, neurocirujano y especialista en cirugía experimental, también influyó sensiblemente en su formación y trayectoria; le profesaba una especial admiración y agradecimiento.
Fue alumno seis meses en el Good Hope Hospital de Birmingham (Gran Bretaña) en 1969, un año en el General Hospital de Stanford (Estados Unidos) en 1970 y un año en el Hôtel Dieu de Paris (Francia).
Obtiene el título de especialista en Cirugía General en 1973.
En 1977 se doctoró con sobresaliente cum laude con el trabajo “Fisiopatología de la gastrectomía Billroth II: revisión de su conjunto y contribución a su estado experimental”. Dirigió su tesis el Dr. Ricardo Lozano Blesa.
Los títulos de especialista en cirugía del aparato digestivo y de especialista en traumatología y ortopedia los obtiene en 1978.
En la Facultad de Medicina de Zaragoza estaba adscrito al Departamento de Cirugía, Ginecología y Obstetricia, realizando labores docentes e investigadoras. En el Hospital Clínico formó parte del equipo de cirujanos del Servicio de Cirugía "A", operando pacientes programados, pasando consulta de Cirugía y haciendo guardias en urgencias.
Siendo el jefe de la guardia en el Hospital Clínico Universitario el 12 de julio de 1979, se produjo en Zaragoza el atentado del Incendio del Hotel Corona de Aragón en el que hubo 83 muertos y más de un centenar de heridos. Viendo la cantidad de víctimas fallecidas que llegaban al hospital colapsando las entradas y el servicio de urgencias, se desplazó junto con un jovencísimo médico residente Javier López del Val (luego reputado neurólogo) a hacer el triage de víctimas al lugar de la catástrofe para priorizar la atención urgente a los que aún estaban vivos y optimizar el aprovechamiento de los recursos disponibles, para que fueran los heridos vivos los que llegaran antes al hospital y que los muertos se trasladaran al anatómico forense directamente. En el recién inaugurado Hospital Clínico Universitario Lozano Blesa, todavía con escasos medios humanos y materiales, hicieron frente a la avalancha de víctimas que fueron llegando, incluida la viuda de Franco, Carmen Polo, con todo lo que eso suponía aún en ese momento de la historia de España. Durante tres días ininterrumpidos, los efectivos del hospital, tanto el personal sanitario, como administrativo y de servicios, estuvieron prestando asistencia a los heridos en el atentado y a los familiares que acudían a identificar cadáveres o en busca de noticias de sus seres queridos. Aquello marcó para siempre a todos los que atendieron de una u otra forma en el HCU a los afectados.
También estudió periodismo, historia, veterinaria que, junto con piano y medicina, sumaron “cinco carreras”, como solía decir. Hablaba inglés, francés, alemán, italiano y portugués, además de español, gallego y catalán. 
Tras una estancia de un año en el Abteilung für Experimentelle Chirurgie de la Universidad de Heidelberg (Alemania) en 1988, bajo la tutela del Profesor de Cirugía experimental Dr. Konrad Messmer, opositó a su plaza definitiva en la Universidad.
Tras pugnas académicas por lograr una plaza de profesor, no exentas de procesos judiciales, consiguió su plaza de profesor titular de Investigación (Cirugía Experimental) adscrito a la Universidad de Zaragoza en 1992.
Se involucró en la formación de médicos residentes y cirujanos en la facultad y en el Hospital Clínico, como miembro de la Comisión de Docencia (de la que fue presidente en 1987) y jefe de residentes.
La lista de publicaciones científicas en revistas, libros y actas de congresos es enorme. Las publicaciones en medios de difusión general, así como sus artículos en prensa, numerosos y no exentos de polémicas. Miembro del comité editorial de la Revista Española de experimentación Animal y de la revista internacional Research in Surgery. Director de cerca de 40 tesis doctorales, en cirugía, en experimentación animal y en medicina de montaña.
Hizo grandes aportaciones a la sistematización de la clasificación de las congelaciones y su tratamiento, a la cirugía experimental, así como al tratamiento quirúrgico de paciente desahuciados, a la sistematización de los botiquines de montaña, a la organización del rescate y a la medicalización. En el museo de rescate de montaña de la EMMOE, puede verse el baste Morandeira que ideó para la evacuación de accidentados.
Actividad incansable en sociedades científicas nacionales e internacionales, en el contexto de la cirugía y en el de la medicina de montaña. Este reconocimiento y prestigio internacional le llevó a dar conferencias por todo el mundo, con su estilo cercano, convincente, ameno y didáctico.
Miembro fundador de la Sociedad Aragonesa de Cirugía, la Sociedad Española de Experimentación Animal y la Sociedad Española de Investigaciones Quirúrgicas. Es de destacar su participación en la International Society for Surgical Research, que llegó a presidir y la organización del XXVII Congreso de la misma en el Paraninfo de la Universidad de Zaragoza.
En la medicina de montaña, fue introducido en la CISA-ICAR por el Dr. Augusto Castelló-Roca, que había sido nombrado asesor médico de la Federación Española de Montañismo. Siempre dijo haber aprendido mucha medicina de montaña del fisiólogo Castelló Roca y del neurocirujano vasco Mariano Arrázola.
Organizó las IV Jornadas Nacionales de Medicina de Montaña en Zaragoza en 1979. Miembro fundador de la Sociedad Española de Medicina y Auxilio en Montaña (SEMAM). Fue miembro fundador de la ISMM (International Society for Mountain Medicine) y vicepresidente entre 1988 y 1992.

### La Unidad Mixta de Investigación (UMI)
Ya en 1975 fue nombrado Director del Laboratorio de Cirugía Experimental de la Cátedra de Patología y Clínica Quirúrgicas “A” de la Facultad de Medicina de Zaragoza, ubicado en los sótanos del Paraninfo en la plaza Paraíso. 
Don Ricardo Lozano Blesa creó la Unidad de Cirugía Experimental en los años 80, que fue desarrollándose con el nuevo Hospital Clínico Universitario de Zaragoza.
Entre 1985 y 1987 el Dr. JR Morandeira tenía el cargo de Coordinador del “Animalario” de la Facultad de Medicina de Zaragoza. Fue miembro de la Comisión Gestora del Servicio de Apoyo a la Investigación en Biomedicina y Biomateriales de la Universidad de Zaragoza y en 1988 es nombrado Director del citado Servicio.
Fue el Coordinador de la Unidad Mixta de Investigación (Hospital Clínico-Universidad de Zaragoza) desde su creación en 1993 hasta que falleció.
Numerosos profesionales recibieron becas de investigación para proyectos realizados en la UMI, bajo la dirección del Dr. Morandeira y otros profesores.
En el III Foro de Innovación en Biomedicina: Avances en Cirugía Experimental, celebrado el 3 de febrero de 2012 en Zaragoza, el Dr. JR Morandeira fue el responsable de la conferencia inaugural: “Relevancia de la Cirugía Experimental Aplicada en Aragón” .
Siendo investigador del CSIC, el Dr. JR Morandeira participó en la redacción del proyecto y la búsqueda de fondos (FEDER) para la construcción del CIBA (Centro de Investigaciones Biomédicas de Aragón), supervisando el diseño del edificio y el desarrollo de las obras. El CIBA se inauguró pocas semanas después de su muerte. La obra fue cofinanciada por el Gobierno de Aragón.
El 13 de marzo de 2013, en la comisión paritaria del CIBA (Instituto Aragonés de Ciencias de la Salud y Universidad de Zaragoza) acordaron poner el nombre de Dr. José Ramón Morandeira García La Cruz al bloque quirúrgico de la Unidad de Cirugía Experimental del CIBA, en reconocimiento a su dedicación y contribución en este campo.

### La Unidad de Congelaciones y Medicina de Montaña del HCU
Las antiguas clínicas de la Facultad de Medicina de Zaragoza vieron nacer, a finales de los años 60, un grupo especializado en patología de la montaña que jugaría un papel protagonista a nivel mundial. Don Ricardo Lozano Blesa, catedrático de Cirugía de Medicina de Zaragoza entre 1953 y 1976, era, además de un magnífico cirujano y jefe de servicio, un gran aficionado a la montaña. Esta afición le llevó a ser uno de los socios fundadores de Montañeros de Aragón en 1929 para facilitar y propagar el conocimiento y estudio exacto de las montañas aragonesas.
Durante más de 35 años esta unidad atendió –con cargo a la sanidad pública– a decenas de congelados y expediciones a altas montañas, acumulando una experiencia y un saber de reconocido prestigio internacional.
Don Ricardo Lozano Blesa se esforzó por estimular entre sus jóvenes colaboradores la inquietud por la incipiente medicina de montaña. Algo que caló especialmente en el doctor José Ramón Morandeira, un joven médico y montañero, que asumió la preparación de los aspectos médicos de las primeras salidas organizadas de los aragoneses a montañas extraeuropeas (Atlas-68, Hoggar-70, Taurus-74, Huandoy-77).
Las inquietudes de don Ricardo le llevaron a conseguir, durante su etapa de rector accidental en 1972, la construcción en Zaragoza de un nuevo hospital Clínico de mil camas, en sustitución de las obsoletas clínicas de la facultad. Este hospital, que hoy ostenta merecidamente su nombre, fue inaugurado en 1974 y asumió desde el primer momento las inquietudes ya citadas en medicina de montaña. Así, los miembros de la primera expedición aragonesa al Himalaya (Baruntse-80), fueron examinados contando con los mejores medios de la época en el nuevo Clínico, que asumió también su medicalización sobre el terreno con la participación del Dr. José Ramón Morandeira como médico y alpinista. La expedición fue todo un éxito. Se abrió una nueva vía de ascensión en aquella montaña –arista de los aragoneses– y se marcó el camino de la importante actividad lograda por los aragoneses en el Himalaya durante las últimas décadas (1981-2011). Desde entonces, y hasta la muerte del Dr. Morandeira y el desmantelamiento de la Unidad de Congelaciones y Medicina de Montaña del HCU- el montañismo aragonés contó con el apoyo técnico y profesional, así como de material, del Clínico, muy intensificado en las dos últimas décadas en los aspectos preventivos, formativos y asistenciales.
El prestigio acumulado por el Clínico le llevó a ser considerado como hospital de referencia en España, Europa y Sudamérica para el tratamiento de las congelaciones. Los facultativos del equipo multidisciplinar que atendieron a los alpinistas son autores de decenas de publicaciones, destacando sus aportaciones al empleo de la Resonancia Magnética Nuclear para el control de las alteraciones producidas en el cerebro por la exposición repetida a la hipoxia de la gran altitud, el empleo de la gammagrafía isotópica para el diagnóstico precoz de las congelaciones, o las técnicas de reconstrucción de la mano tras las amputaciones. Además, se realizó el estudio y control de más de una veintena de expediciones a las montañas más altas del mundo, como la estancia de Fernando Garrido en el Aconcagua donde batió el récord mundial de permanencia en altura.

### La profesionalización del rescate
En el año 1964 Pepe Diaz, presidente de la Federación aragonesa, le encargó la creación de un grupo de socorro en montaña. Viendo lo poco operativo que era llegar a los accidentados desde las ciudades y sólo contando con voluntarios, se solían rescatar cadáveres. Así que se fijaron en el modelo francés, público, profesional, con policía judicial y ubicado en las zonas de montaña. Fue un largo camino, que precisó de muchos apoyos y no pocos viajes.
El propio François Didelin, Presidente de los Grupos de Socorro del Pirineo francés, fue quien le animó a imitar el modelo francés (y aprovechar a la Guardia Civil) frente al modelo italiano o suizo.
Decía el Dr. Morandeira que fue un logro de muchos. José María Allende Salazar y Marcel Barbier en Francia, además de Didelin, Félix Mendez, presidente de la FEDME y Fernando Muñoz Guerra, Jefe de los Grupos de Socorro de la FEDME, Augusto Castelló i Roca y Mariano Anglada en Cataluña, Pepe Diaz en Aragón, Félix González Carbajo en Andalucía, Francisco García Laclaustra de la Guardia Civil, Miguel Manchado, Juan López, Diego Muñoz, Jacinto Ruiz, Luis Serrano, entre otros muchos.

### La medicalización del rescate en montaña y las expediciones. Los CUEMUM
Pero hacía falta que un médico o un enfermero acompañara a los rescatadores, porque tratar el dolor en el lugar del accidente es un derecho humano y porque llevar el sanitario hasta el accidentado reduce las muertes y las secuelas. 
El Dr. Morandeira, además de cirujano en activo, se dedicaba a la docencia y a la investigación en el Hospital Clínico y la Universidad de Zaragoza, lo que fue una gran ventaja para poder impulsar la investigación en medicina de montaña, dirigir tesis doctorales relacionadas con los accidentes de montaña, las congelaciones, y la Medicina de Montaña. Esto permitió establecer la base de los CUEMUM.
En 1995 es nombrado Coordinador de los Cursos Universitarios de Especialización en Medicina de Urgencia en Montaña (CUEMUM) y Director del Máster en Medicina de Urgencia en Montaña (MásterMUM) desde 2003. Entre 1996 y 2012 estos cursos formaron a más de 400 médicos y enfermeros en medicina de urgencia en montaña que permitieron la medicalización del rescate en montaña en Aragón y la medicalización de expediciones científicas y deportivas.

## Su faceta humana
Tuvo tres hijos a los que quiso con locura, Paloma, Ramón y José. Paloma falleció en 2020. Tiene una nieta, Zoe, hija de Ramón, a la que no llegó a conocer.
Con una gran preparación intelectual y académica, una inteligencia emocional remarcable, habilidad retórica y dialéctica sobresalientes, capacidad de trabajo abrumadora y resiliencia inagotable, fue un personaje que no dejaba indiferente a nadie. Sobre todo, porque nunca se planteó si sus opiniones eran políticamente correctas o no y porque lo de la diplomacia no iba con él. Sin embargo, era muy cercano y asequible, amigo de sus amigos, cómplice de sus pacientes, crítico, liberal, entusiasta del trabajo en equipo, defensor de los más débiles y noble hasta lo más hondo.
Como cirujano e investigador, sus discípulos y enfermeras destacan su técnica depurada y elegante en las intervenciones que realizaba, meticuloso, cuidando el más mínimo detalle, resolutivo; porque, como él bien decía: “No se pueden confiar las cosas grandes e importantes a quienes no cuidan los pequeños detalles; especialmente si de ellos dependen la salud y la vida de sus semejantes”.
Como montañero, siempre planificaba las salidas, tenía un plan B (y un C), nunca dejaba a nadie atrás y lo de competir en la montaña, pasados los años de juventud, le parecía una fanfarronada. Lo que más le gustaba era salir a la montaña con sus amigos. Participó en 17 expediciones a montañas extra-europeas.
José Ramón Morandeira fue Maestro en el concepto que hoy ya casi ni se conoce. Y si “la talla de un maestro se mide por la valía de sus discípulos”, la estela de discípulos que dejó tras de sí que son hoy grandes médicos, cirujanos y enfermeros confirman la valía humana y profesional de José Ramón. Por citar sólo algunos: Alberto Úcar, Gregorio Martínez Villén, Rubén García Cabo, J Gil Alvaroba, FJ Díaz Vicente, Cristina Pastor, María Antonia Nerín, Iñigo Soteras, Quique Recio, Manuel Vázquez, José Luis San Vicente, Francisco Fernández Villén, Amparo Navarro, Inés Sanz y un largo etcétera.

## Publicaciones
Publicó más de 400 artículos en revistas nacionales e internacionales. Participó en una treintena de libros.
Libros:
- Guía de primeros auxilios en montaña (PRAMES)[13]
- Aproximación a la historia del rescate y la asistencia médica urgente en montaña en España (PRAMES)[14]
- Patología por acción del frío: Hipotermia y congelaciones (Uninet)[15]

Artículos:
- Estado actual de la prevención de los accidentes de montaña en Aragón[16]
- La Guardia Civil en defensa de la vida : revista de seguridad pública - Número XII Dirección General de la Guardia Civil[17]
- Tratamiento de las congelaciones. Esbozo histórico[18]

## Distinciones
- Medalla de oro de la Federación Española de Montañismo (1974)
- Mejor deportista de montaña de Aragón (1970 y 1974)
- Premio Academia Médico-Quirúrgica de Pontevedra (1984)
- Premio Investigación Médico-Quirúrgica del Colegio Oficial de Médicos de Zaragoza (1988)
- Premio Ciudad de Valladolid (1991)
- Cruz de Plata de la Orden del Mérito de la Guardia Civil (2002)
- Premio Castelló-Roca (2010)

## Reconocimientos póstumos
- 2012: Diploma Medicina y Deporte del Consejo de Administración de Zaragoza Deporte Municipal[19]
- 2013: Homenaje de la Fundación Española de Montañismo y Deporte Adaptado[20]
- 2013: Homenaje del European Mountain Meeting[21]
- 2014: Tensino de Oro de la Peña Zaragozista Bal de Tena[22]
- 2022: Homenaje en la Facultad de Medicina de Zaragoza: proyección-coloquio, árbol y placa in memoriam[23][24][25]

## Algunas de sus frases preferidas
- Como médicos nuestra obligación es salvar vidas. Como socorristas ayudar a hacerlo. Como individuos proteger la Naturaleza y solidarizarnos con nuestros conciudadanos. Como montañeros defender la montaña y acudir en auxilio de nuestros compañeros de afición o de cordada.
- Nace el ave, y con las galas que le dan belleza suma, apenas es flor de pluma o ramillete con alas, cuando las etéreas salas corta con velocidad, negándose a la piedad del nido que deja en calma; y teniendo yo más alma ¿tengo menos libertad? (La vida es sueño)
- El gran problema de la humanidad es su tendencia a vivir como una vaca (Aristóteles)
- Quiero pasar por el mundo haciendo el bien y curando enfermos
- La mitad de lo que les hemos enseñado es mentira, el problema es que no sabemos cuál es esa mitad(Profesor W. Osler, de Oxford)
- Perversi difficile corriguntur et stultorum infinitus est numerus (Los malvados difícilmente se corrigen y el número de necios es infinito) Vulgata antigua
- D.O.M. Incredulorum Convictioni et Viatorum Commodo (Para convencimiento de incrédulos y descanso de viajeros) Fuente de los incrédulos. Zaragoza 1786
- Cuando todos desistan, sigue adelante
- Tú no conquistas ninguna montaña, la montaña te conquista a ti. Y si piensas lo contrario, te has equivocado; porque -como decía Terray- esto no es más que un desierto de roca y de hielo, sin más interés ni más valor que el que cada uno quiera concederle. Pero, en este desierto siempre virgen, lo que uno puede hacer cada día es buscar la imagen del ideal que persigue

## Artículos publicados In Memoriam
- El alpinismo aragonés pierde al doctor Morandeira (Heraldo de Aragón)[26]
- Emotiva despedida al doctor José Ramón Morandeira (Heraldo de Aragón)[27]
- La huella imborrable de Morandeira (Heraldo de Aragón)[28]
- El doctor Morandeira fallece en el hospital de Viella durante el transcurso del EMMeet (Barrabés)[29]
- El médico de la montaña (El Mundo)[30]
- Fallece el Doctor José Ramón Morandeira (Desnivel)[31]
- Entre el cielo y la tierra (La Vanguardia)[32]
- Rescatador y sanador de montañeros (ABC)[33]
- Fallece el doctor Morandeira (Diario de Navarra)[34]
- "Me miró y se murió" (El Periódico de Aragón)[35]
- Despedida por todo lo alto (El Periódico de Aragón)[36]
- Muere un especialista en congelaciones en montaña (Diario de Teruel)[37]
- Muere un especialista en congelaciones en montaña (Diario de Teruel)[37]
- Alberto Ayora sobre el doctor Morandeira: "A un guerrillero de las montañas" (Desnivel)[38]
- José Ramón Morandeira y la Guardia Civil de Montaña, por Fernando Rivero (Desnivel)[39]
- Manuel Español sobre el Doctor Morandeira: "Un recuerdo imborrable que le hará eterno" (Desnivel)[40]
- Homenaje a José Ramón Morandeira en Biescas (Cadena SER)[41]
- Fallece el Dr. Morandeira, referente mundial en medicina de montaña (Ayuntamiento de Zaragoza)[42]
- El doctor Morandeira por María Antonia Nerín (Desnivel)[43]

## La Asociación de Medicina de Montaña JR Morandeira - CUEMUM
En 2015 se creó la Asociación de Medicina de Montaña José Ramón Morandeira – CUEMUM para conservar y aumentar su legado.
Es una asociación sin ánimo de lucro, ni connotación religiosa ni política, de reducido presupuesto, que desde 2015 asume la misión de trabajar por la salud y la seguridad en la montaña desde la prevención, formación, investigación, el asesoramiento médico, la colaboración internacional y la cooperación para el desarrollo

## Vídeos
- Trayectoria del Dr. JR Morandeira[50]
- Declaraciones de JR Morandeira en el Foro Ibercaja en noviembre de 2011[51]
- Congelaciones. Un problema de microcirculación[52]